# Szaúd-Arábia az 1988. évi nyári olimpiai játékokon
Szaúd-Arábia a dél-koreai Szöulban megrendezett 1988. évi nyári olimpiai játékok egyik részt vevő nemzete volt. Az országot az olimpián 3 sportágban 9 sportoló képviselte, akik érmet nem szereztek.

## Atlétika
Férfi
| Versenyző                 | Versenyszám    | Előfutam | Előfutam | Előfutam | Negyeddöntő | Negyeddöntő | Negyeddöntő | Elődöntő | Elődöntő | Elődöntő | Döntő   | Döntő    |
| Versenyző                 | Versenyszám    | Idő      | Hely.    | Össz.    | Idő         | Hely.       | Össz.       | Idő      | Hely.    | Össz.    | Idő     | Helyezés |
| ------------------------- | -------------- | -------- | -------- | -------- | ----------- | ----------- | ----------- | -------- | -------- | -------- | ------- | -------- |
| Mohamed Fahd Al-Bishi     | 100 m          | 10,85    | 7.       | 71.      | kiesett     | kiesett     | kiesett     | kiesett  | kiesett  | kiesett  | kiesett | kiesett  |
| Mohamed Fahd Al-Bishi     | 200 m          | 22,09    | 7.       | 57.      | kiesett     | kiesett     | kiesett     | kiesett  | kiesett  | kiesett  | kiesett | kiesett  |
| Haji Bakr Al-Qahtani      | 400 m          | 48,53    | 6.       | 55.      | kiesett     | kiesett     | kiesett     | kiesett  | kiesett  | kiesett  | kiesett | kiesett  |
| Haji Bakr Al-Qahtani      | 800 m          | kizárták | kizárták | kizárták | kiesett     | kiesett     | kiesett     | kiesett  | kiesett  | kiesett  | kiesett | kiesett  |
| Mohammed Barák ed-Dószari | 1500 m         | 3:51,53  | 9.       | 43.      |             |             |             | kiesett  | kiesett  | kiesett  | kiesett | kiesett  |
| Mohammed Barák ed-Dószari | 3000 m akadály | 8:45,24  | 10.      | 22.      |             |             |             | 8:44,22  | 12.      | 24.      | kiesett | kiesett  |
| Youssef Al-Dosari         | 110 m gát      | 15,03    | 6.       | 37.      | kiesett     | kiesett     | kiesett     | kiesett  | kiesett  | kiesett  | kiesett | kiesett  |
| Youssef Al-Dosari         | 400 m gát      | 53,51    | 7.       | 34.      |             |             |             | kiesett  | kiesett  | kiesett  | kiesett | kiesett  |

| Versenyző                 | Versenyszám   | Selejtező             | Selejtező             | Döntő    | Döntő    |
| Versenyző                 | Versenyszám   | Eredmény              | Helyezés              | Eredmény | Helyezés |
| ------------------------- | ------------- | --------------------- | --------------------- | -------- | -------- |
| Ibrahim Mohamed Al-Ouiran | Diszkoszvetés | érvényes dobás nélkül | érvényes dobás nélkül | kiesett  | kiesett  |
| Abdul Azim Al-Aliwat      | Gerelyhajítás | 56,32 m               | 38.                   | kiesett  | kiesett  |

## Íjászat
Férfi
| Versenyző      | Versenyszám | Selejtező | Selejtező | Nyolcaddöntő | Nyolcaddöntő | Negyeddöntő | Negyeddöntő | Elődöntő | Elődöntő | Döntő   | Döntő    |
| Versenyző      | Versenyszám | Pont      | Hely.     | Pont         | Hely.        | Pont        | Hely.       | Pont     | Hely.    | Pont    | Helyezés |
| -------------- | ----------- | --------- | --------- | ------------ | ------------ | ----------- | ----------- | -------- | -------- | ------- | -------- |
| Sameer Jawdat  | Egyéni      | 964       | 82.       | kiesett      | kiesett      | kiesett     | kiesett     | kiesett  | kiesett  | kiesett | kiesett  |
| Adel Al-Jabrin | Egyéni      | 921       | 83.       | kiesett      | kiesett      | kiesett     | kiesett     | kiesett  | kiesett  | kiesett | kiesett  |

## Sportlövészet
Nyílt
| Versenyző       | Versenyszám | Selejtező | Selejtező | Döntő   | Döntő    |
| Versenyző       | Versenyszám | Pont      | Helyezés  | Pont    | Helyezés |
| --------------- | ----------- | --------- | --------- | ------- | -------- |
| Matar Al-Harthi | Trap        | 128       | 48.       | kiesett | kiesett  |